# ライティング (編集プロダクション)
ライティング株式会社は、京都府京都市北区に本社を置く編集プロダクションである。2007年設立。

## 会社概要
京都・大阪・神戸（関西地区）を中心とする編集プロダクション。専門分野であるアカデミック（学問系）、受験系、ビジネス系をはじめ、雑誌やムック本など、多彩な分野の編集・執筆活動を行っている。
最近では、自費出版事業に着手しており、個人顧客の仕事依頼を積極的に受け入れているのも特徴のひとつ。

## 出版物
- 単行本・新書
  - 『コーチングの技術』2000/05　（株）ヒューマンバリューオーエス出版
  - 『地震予報に挑む』2000/08　串田嘉男（八ヶ岳天文台台長）PHP新書
  - 『悪問だらけの大学入試』2000/12　丹羽健夫（河合塾教育長）集英社新書
  - 『これは便利！正しい文書がすぐ書ける本』2002/12　小川悟　文書コンサルタント
  - 『行動分析学入門』2005/09　杉山尚子（著）集英社新書
  - 『ホスピタリティの教科書』2006/01

など。